# Katalizator
Katalizatori su spojevi koji ubrzavaju odvijanje kemijske reakcije, ali u njima ne sudjeluju.
Postoje dvije vrste katalizatora, homogeni i heterogeni. 
- Homogeni katalizatori su u istoj fazi kao reaktanti, primjerice manganov(IV) oksid (MnO2 (aq)) katalizira raspad vodikovog peroksida (H2O2 (aq)).

- Heterogeni katalizatori su najčešće metali d-bloka i imaju veliku primjenu u industrijskoj proizvodnji. Najzastupljeniji metali za takve svrhe su nikal, platina, paladij, željezo i mnoge legure. Specijalna željezna mrežica koristi se kao katalizator u Haber-Boschovom procesu.